# Was von uns erwartet wird
Was von uns erwartet wird (im englischen Original What's Expected of Us) ist eine Science-Fiction-Kurzgeschichte des US-amerikanischen Autors Ted Chiang, zuerst veröffentlicht am 6. Juli 2005 in Nature und später erschienen in den Anthologien Year's Best SF 11 aus dem Jahr 2005 und Exhalation aus dem Jahr 2019. Eine deutsche Übersetzung von Karin Will erschien im Jahr 2014 in der Anthologie Das wahre Wesen der Dinge.

## Handlung
Der Vorhersager („Predictor“) ist ein Gerät, welches ein kleines Licht eine Sekunde vor dem Drücken eines Knopfes aufleuchten lässt, indem ein Signal in der Zeit zurückgeschickt wird. Über eine Million wurden bereits verkauft und Menschen scheitern daran, das Gerät auszutricksen. Das Licht geht mit der Entschlossenheit, den Knopf nicht zu drücken, einfach nicht an und geht sofort an, sobald der Entschluss dafür gefasst wird. Langsam verbreitet sich die Erkenntnis, keinen freien Willen zu haben, und verursacht katastrophale Auswirkungen, etwa die Einweisung von Menschen ins Krankenhaus, nachdem diese nichts mehr essen. 